# Langzeitstudent
Der Begriff Langzeitstudent bezeichnet Studenten, die außergewöhnlich lange an Hochschulen eingeschrieben sind. Es handelt sich um einen umgangssprachlichen Begriff ohne eindeutige Festlegung, ab welcher Studiendauer man Langzeitstudent sei. Zum anderen ist der Begriff in einigen deutschen Bundesländern ein juristischer Fachbegriff, mit dem diejenigen Studenten bezeichnet werden, die die Regelstudienzeit um eine bestimmte Anzahl an Semestern überschreiten.
Verwandte Begriffe sind Bummelstudent, also Studenten, die eigentlich nicht studieren, sondern „bummeln“. Ferner gibt es auch nicht wenige Scheinstudenten, die sich nur wegen des Semestertickets und anderer Vergünstigungen einschreiben.

## Definitionen
Das (inzwischen außer Kraft getretene) Hessische Studienbeitragsgesetz legte einen „Langzeitstudienbeitrag“ für Langzeitstudenten fest, die die Regelstudienzeit um 4 Semester überschritten. Sonderregelungen für das Doppelstudium und das Zweitstudium schwächten die Regelung ab.
Die Langzeitstudienbeiträge wurden für eine Vielzahl von Langzeitstudenten nicht erhoben. Ausnahmen waren z. B. Studenten, die Eltern waren, manche ausländischen Studenten, Studenten mit sehr guten Leistungen und andere.

## Auswirkungen auf die Hochschulen
Die Inanspruchnahme der Ressourcen der Hochschulen hängt nicht zwingend an der Studiendauer. Insbesondere Langzeitstudenten, die lediglich eingeschrieben sind und diese Ressourcen gar nicht in Anspruch nehmen, stellen für die Hochschulen lediglich ein statistisches Phänomen dar.

## Empirie
Wie hoch der Anteil an Langzeitstudenten liegt, hängt von der Definition und dem betrachteten Zeitraum und Land ab. 2011 waren in Deutschland ca. 3 % der Studenten 20 Semester oder länger eingeschrieben. Durch die Bologna-Reform sinkt die Zahl der Langzeitstudenten.